# Antihydrogène
L’antihydrogène est l’atome d'antimatière « symétrique » de celui de protium (1H, hydrogène ordinaire) : il est composé d’un positon formant un nuage autour d’un antiproton comme noyau atomique. On le représente souvent par le symbole chimique H (prononcé « H barre »), dont l’usage n’est cependant pas reconnu par l’Union internationale de chimie pure et appliquée.

Réaction produisant pour la première fois de l’antihydrogène au CERN en 1995.

## Production
Le premier atome d'antihydrogène a été produit en 1995 au CERN à Genève par l’expérience LEAR (Low Energy Antiproton Ring) conçue pour produire et stocker de l’antimatière : elle consistait à bombarder des agrégats atomiques de xénon avec des antiprotons, qui génèrent des paires électron-positon à proximité des noyaux de xénon, d’où la probabilité (très faible, de l’ordre de 10−19) de produire des atomes d’antihydrogène,.
Les expériences ATRAP et ATHENA du CERN ont utilisé du sodium radioactif comme source de positons sur des antiprotons piégés dans un champ magnétique, ce qui permit de produire une centaine d’atomes d’antihydrogène par seconde. Ces derniers avaient une température de quelques centaines de kelvins, ce qui ne permettait pas de les conserver car ils s’annihilaient contre les parois du dispositif. La production d’antihydrogène basse température vise précisément à pouvoir conserver les antiatomes ainsi produits. À cette fin, on a publié des expériences où des positons et des antiprotons ont été piégés dans des champs magnétiques,. Les méthodes de production d’antihydrogène ont fait l’objet de brevets, mais le confinement obtenu n’est jamais de très longue durée, et l’antimatière est loin de pouvoir être disponible commercialement.
Le 18 novembre 2010, des chercheurs du CERN ont annoncé qu’ils ont réussi à piéger pour la première fois des atomes d’antihydrogène dans un champ magnétique.

## Propriétés

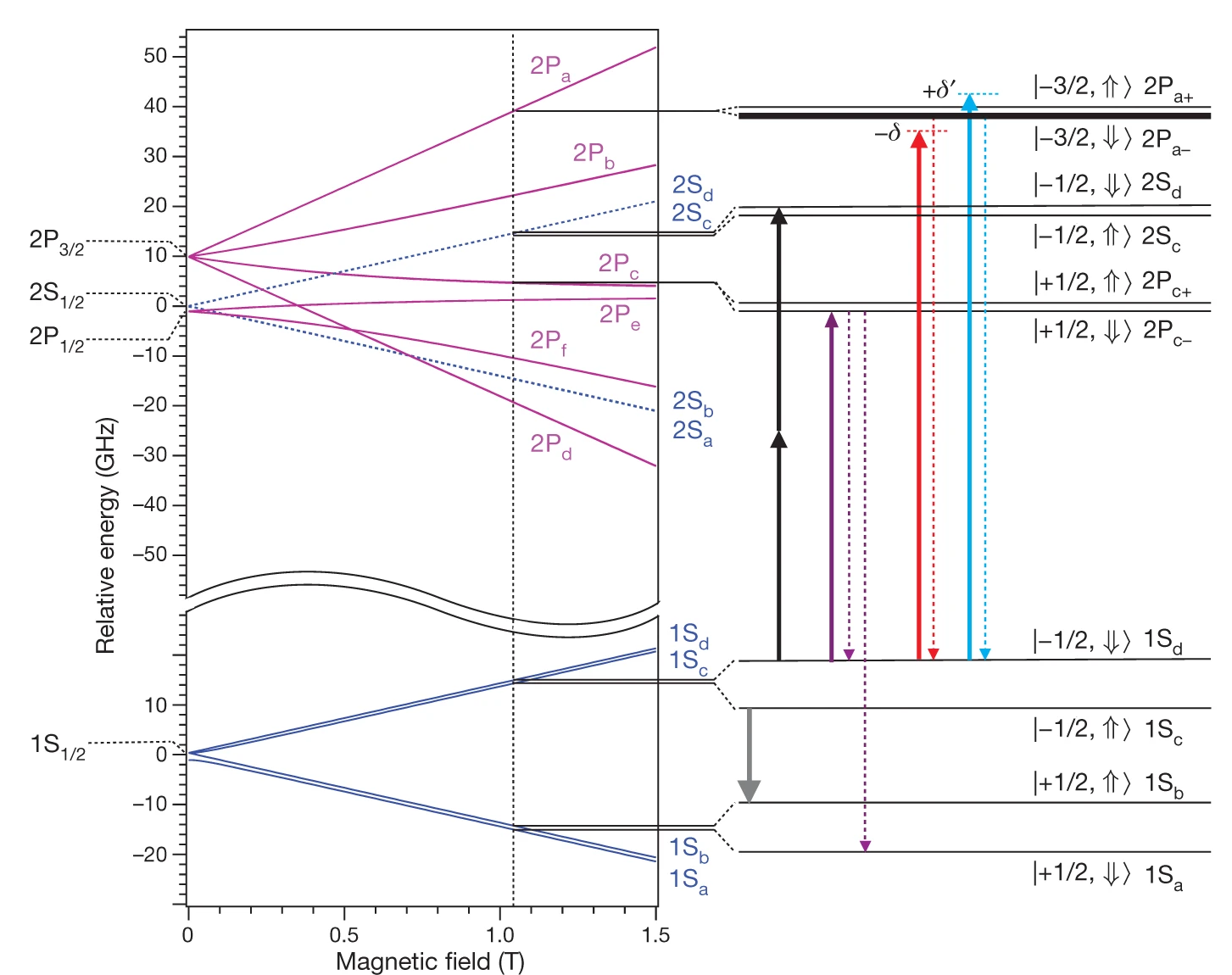
Niveaux d'énergie de l'antihydrogène pour les états n=1 et n=2 en fonction du champ magnétique.

Comme n’importe quel élément d’antimatière, l’antihydrogène s’annihile au contact de la matière en libérant de l’énergie sous forme de photons γ et de particules énergétiques de la famille des mésons qu’on appelle des pions, lesquels se désintègrent à leur tour en muons, neutrinos, électrons et positons.
En vertu de la symétrie CPT (regroupant les symétries de charge, de parité et de temps), l’antihydrogène devrait avoir globalement les mêmes propriétés que l’hydrogène, notamment la même masse, le même moment magnétique et les mêmes niveaux d’énergie, d’où par exemple une même signature spectrale. Cependant, pour expliquer la prédominance de la matière sur l'antimatière dans l'univers connu, on recherche d'éventuelles petites différences de propriétés, qui révèleraient une violation de la symétrie CPT. La collaboration ALPHA a ainsi mesuré l'énergie de la transition électronique 1s → 2s de l'antihydrogène : elle est identique à celle de l'hydrogène ordinaire, à la précision de la mesure près (de l'ordre de 2 × 10−10),. Elle a ensuite mesuré la fréquence de la transition 2s1/2 → 2p1/2 et en a déduit son décalage de Lamb : il est le même que celui de l'hydrogène, aux incertitudes près (de l'ordre de 11 %).
La question de l’interaction gravitationnelle de l’antimatière demeure ouverte : l’opinion largement dominante est que matière et antimatière interagissent gravitationnellement de manière identique, mais les recherches se poursuivent activement pour en avoir la preuve.

## Autres éléments d'antimatière
Des atomes d’antihydrogène H, des noyaux d’antideutérium (antiproton et antineutron), des noyaux d'antitritium (antiproton et deux antineutrons), des noyaux d'antihélium 3 (deux antiprotons et un antineutron) et 4 (deux antiprotons et deux antineutrons) et de l'antihypertriton ont été produits, avec une énergie thermique trop élevée et une densité trop faible pour permettre d’observer des molécules de di-antihydrogène H2 ni même des atomes d’antideutérium D.